# Veletržní palác

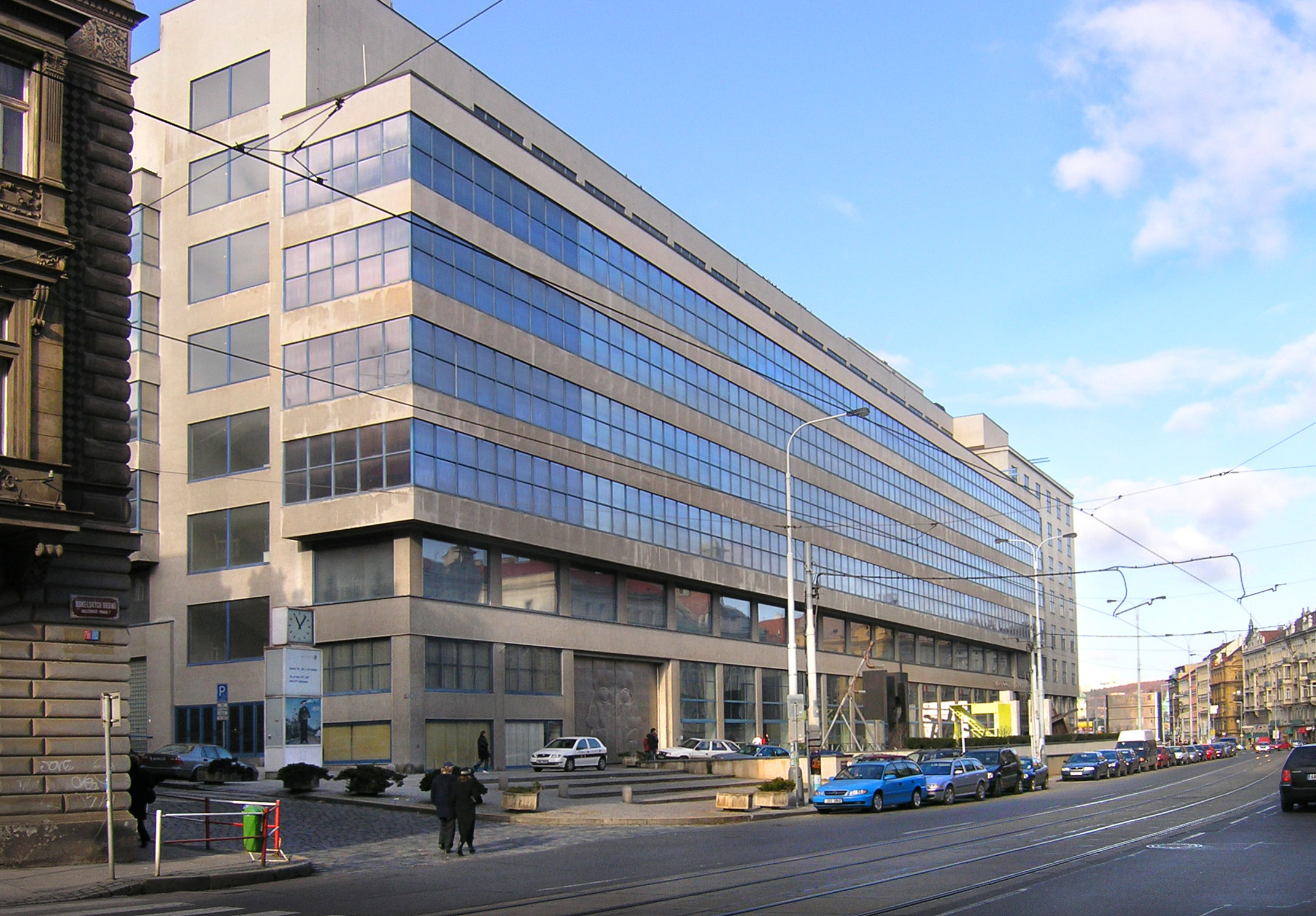
Veletržní palác à Holešovice.

Le palais des foires et expositions (en tchèque : Veletržní palác) est un bâtiment construit dans le style constructiviste pour abriter les foires et expositions à Prague. Il abrite les collections contemporaines (XIXe et XXe siècles) de la Galerie nationale à Prague. Depuis mai 2012, les vingt toiles monumentales de L'Épopée slave d'Alfons Mucha sont exposées au rez-de-chaussée.

## Histoire
Le palais des foires et expositions est l'œuvre des architectes Josef Fuchs et Oldřich Tyl. Construit entre 1925 et 1928, il étonne ses contemporains par son style résolument moderne dans la lignée du Bauhaus allemand ou du constructivisme russe, par ses dimensions impressionnantes. 
Après le coup de Prague, sous le communisme, il sert de siège social à diverses sociétés spécialisées dans l'import-export.
Un incendie le détruit presque totalement, le 14 août 1974, et le condamne à une démolition presque certaine avant que le projet de reconversion muséale ne le sauve et qu'une restauration intensive ne soit entreprise dans les années 1980. Il est inscrit sur l'inventaire des monuments historiques tchèques.

## Architecture

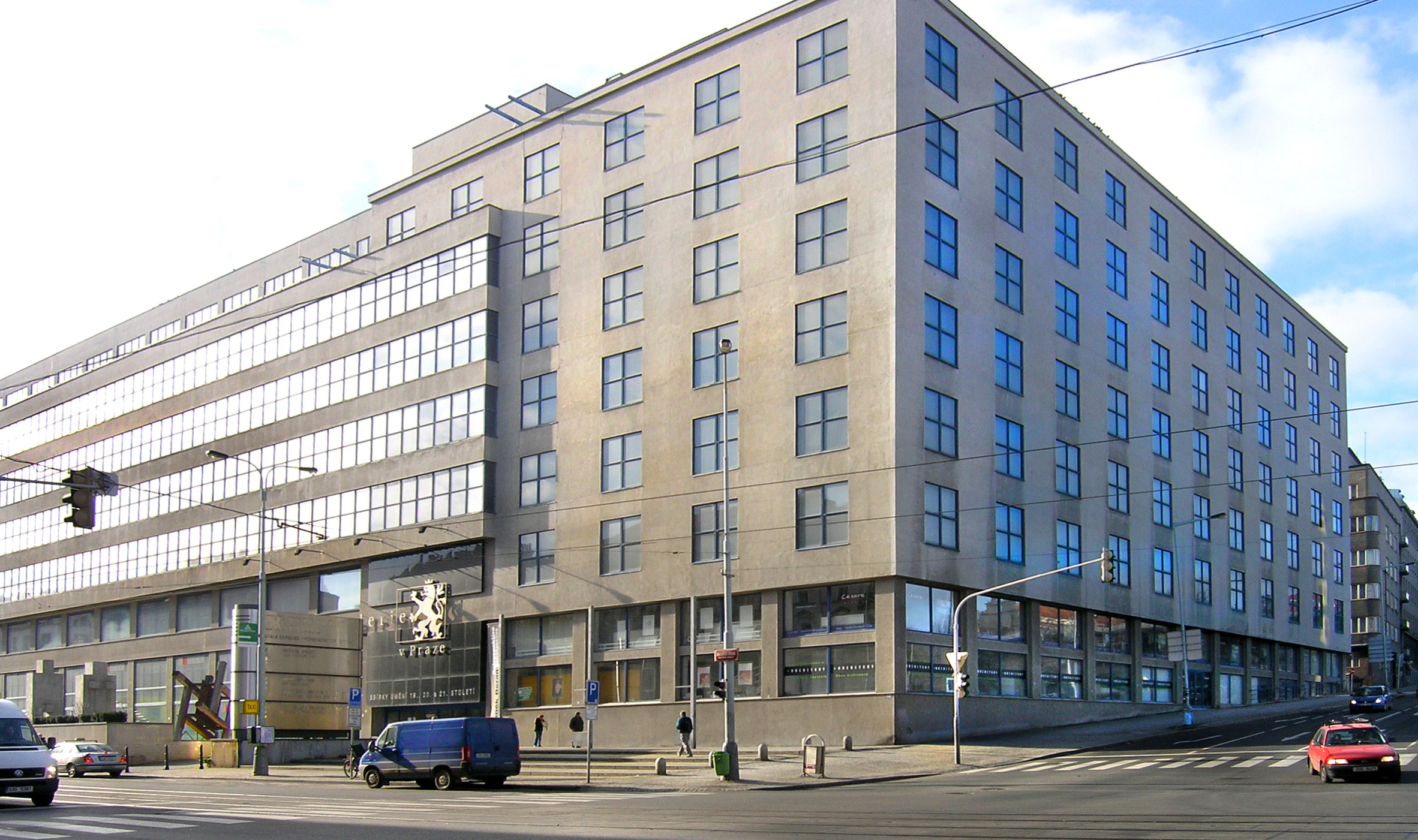
façade est
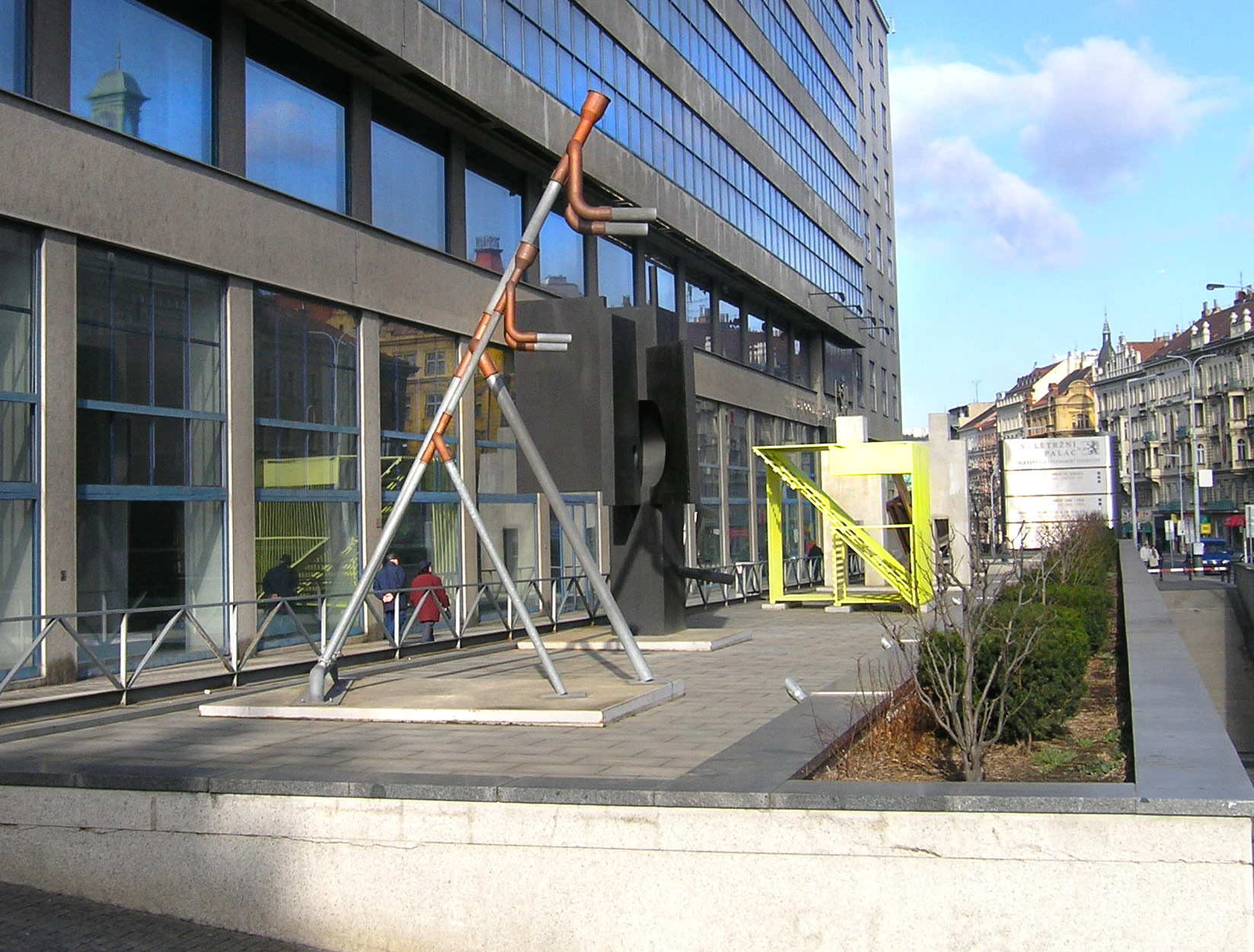
Sculptures géantes sur le parvis
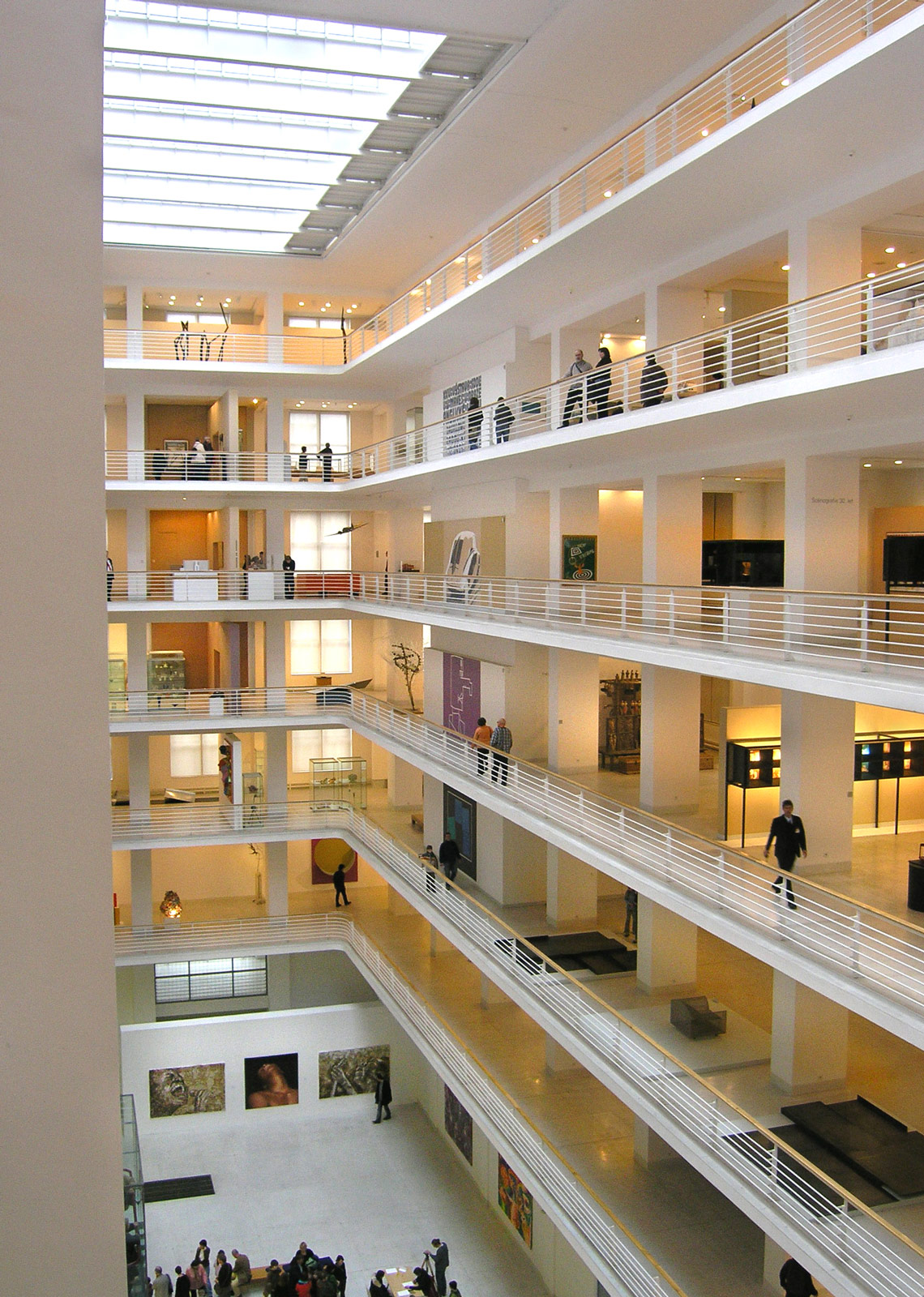
Hall intérieur

## Collections

### Art duXIXesiècle
Cette partie des collections abrite de nombreuses peintures de paysage, essentiellement de Bohême et de Moravie, réalisés par František Ženíšek, Zdenka Braunerová, Viktor Barvitius ou Antonín Slavíček. Elle comporte aussi des oeuvres romantiques d'Antonín Mánes, Vaclav Manes, Joseph Manes, symboliques de Jan Preisler, František Bílek ou Antonin Hudecek et des sculptures de Ladislav Šaloun, Wilhelm Lehmbruck  et Josef Václav Myslbek.

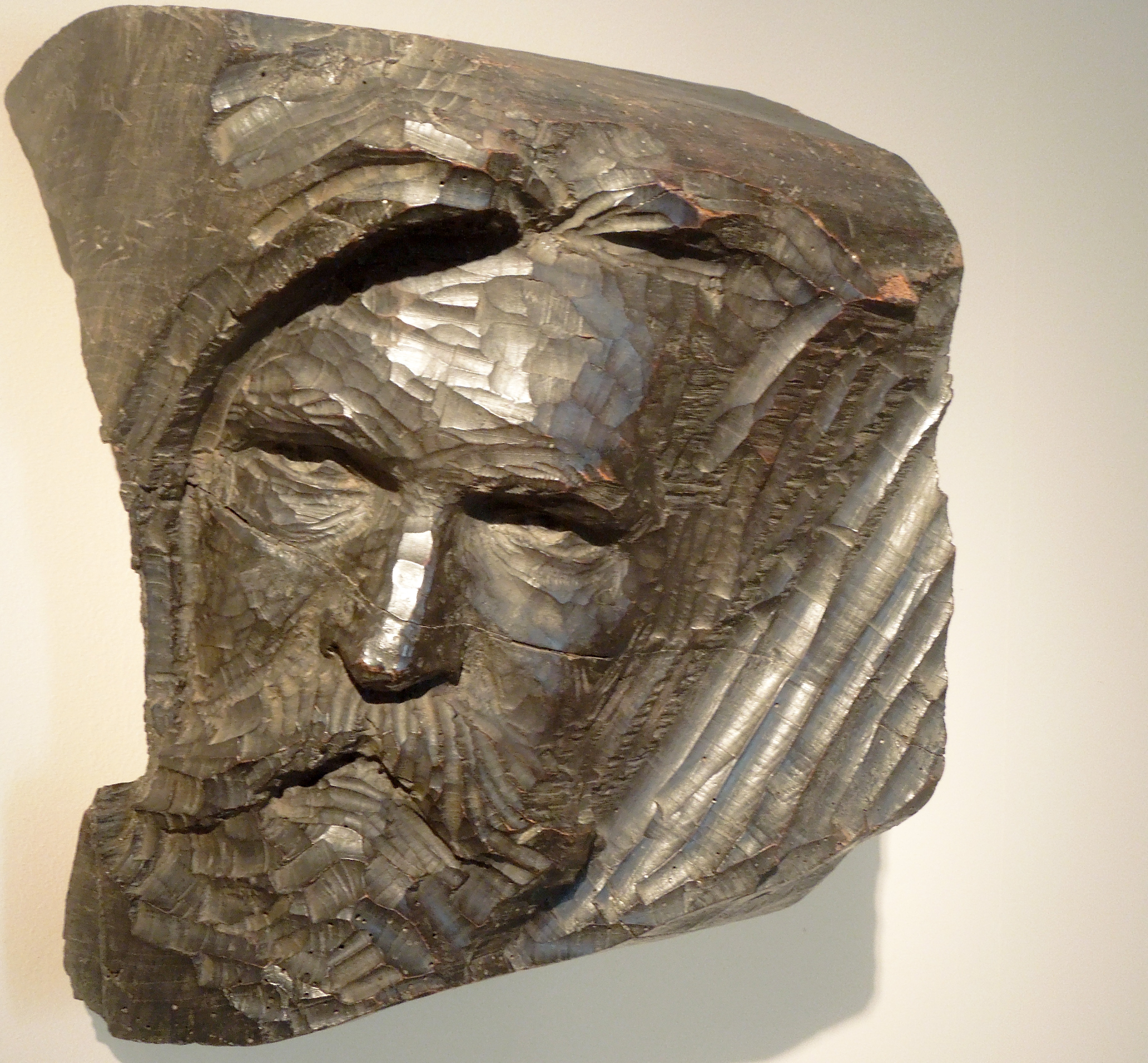
František Bílek, autoportrait, 1904
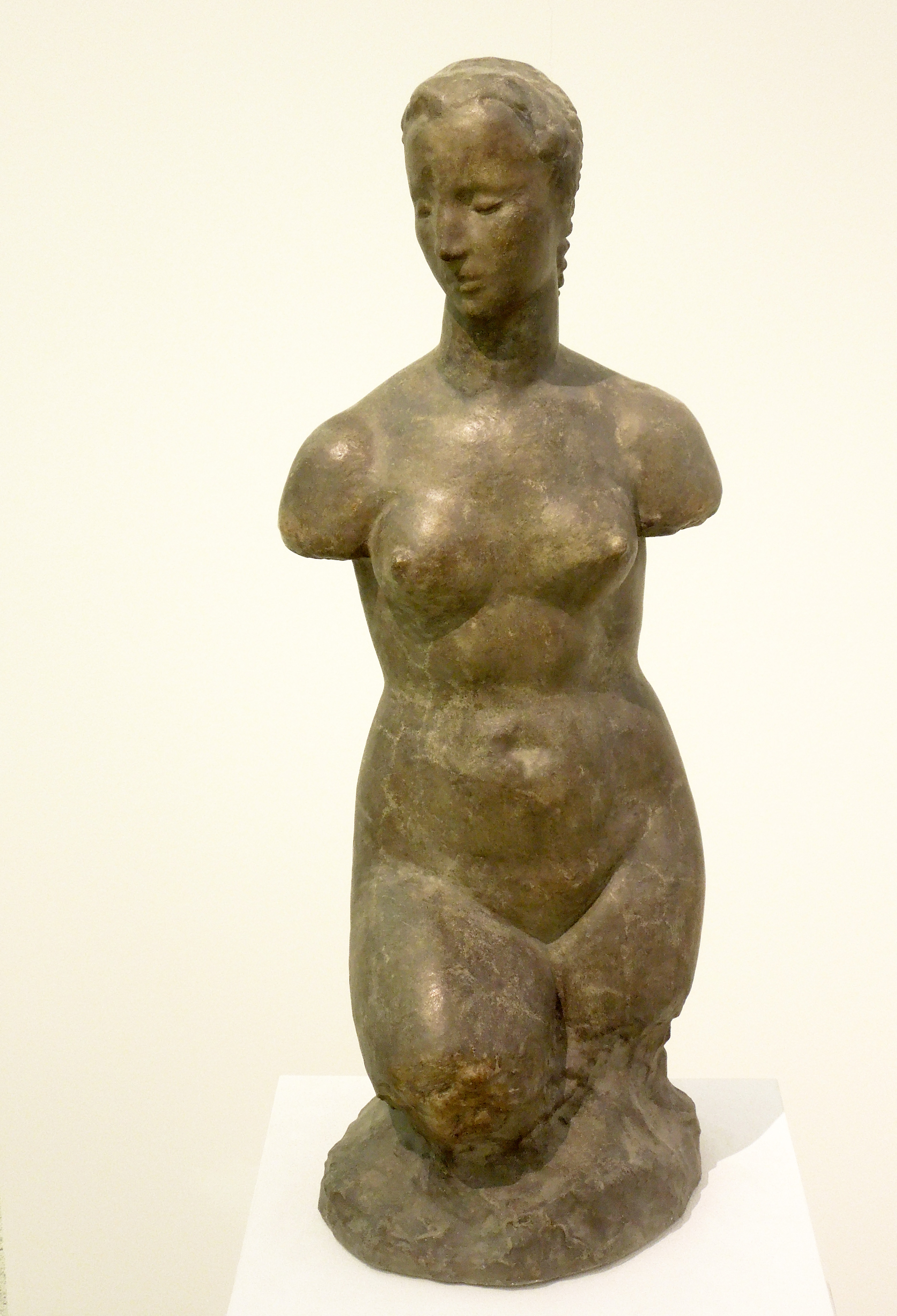
Wilhelm Lehmbruck, torse de femme, 1910

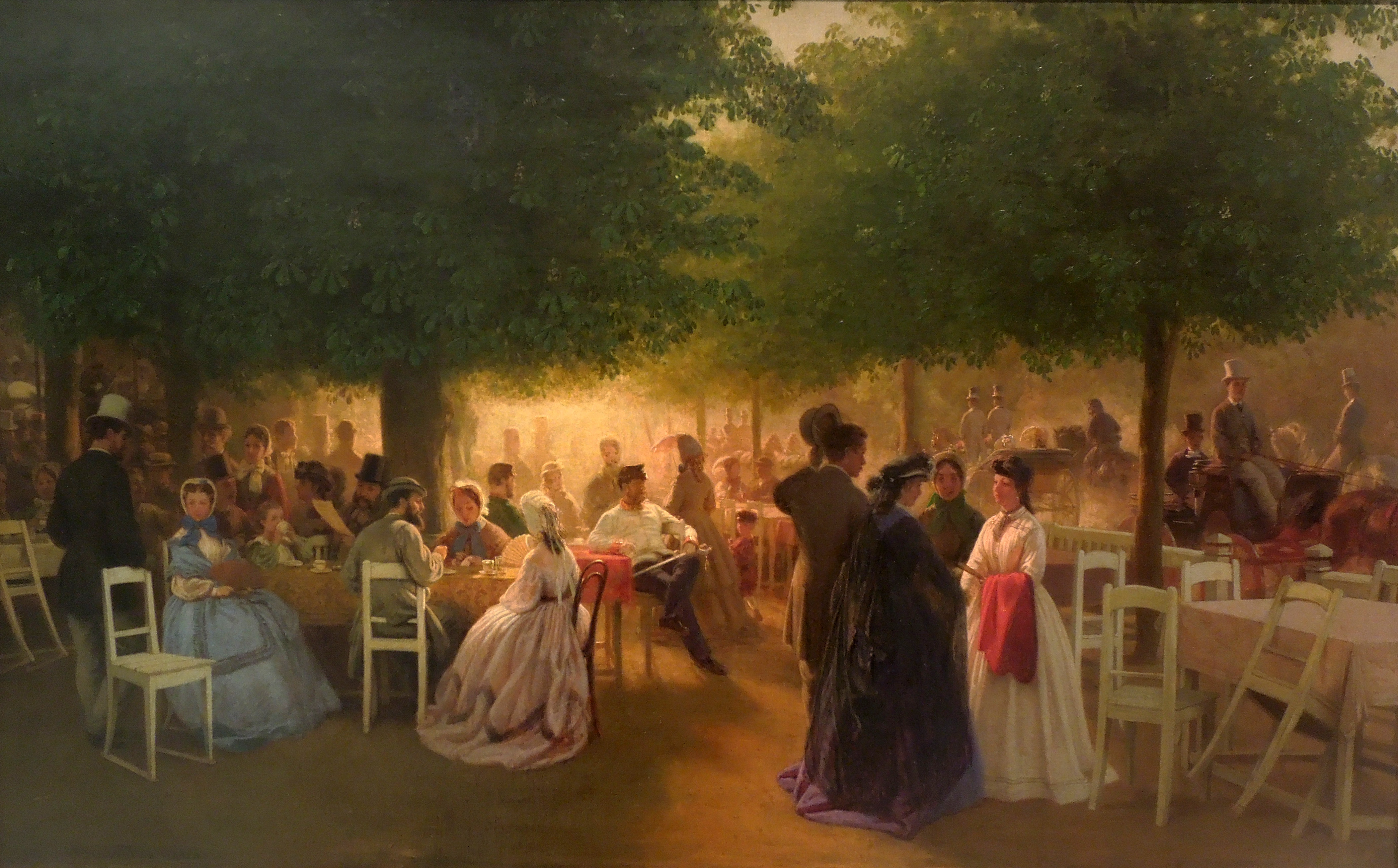
Viktor Barvitius, 1885
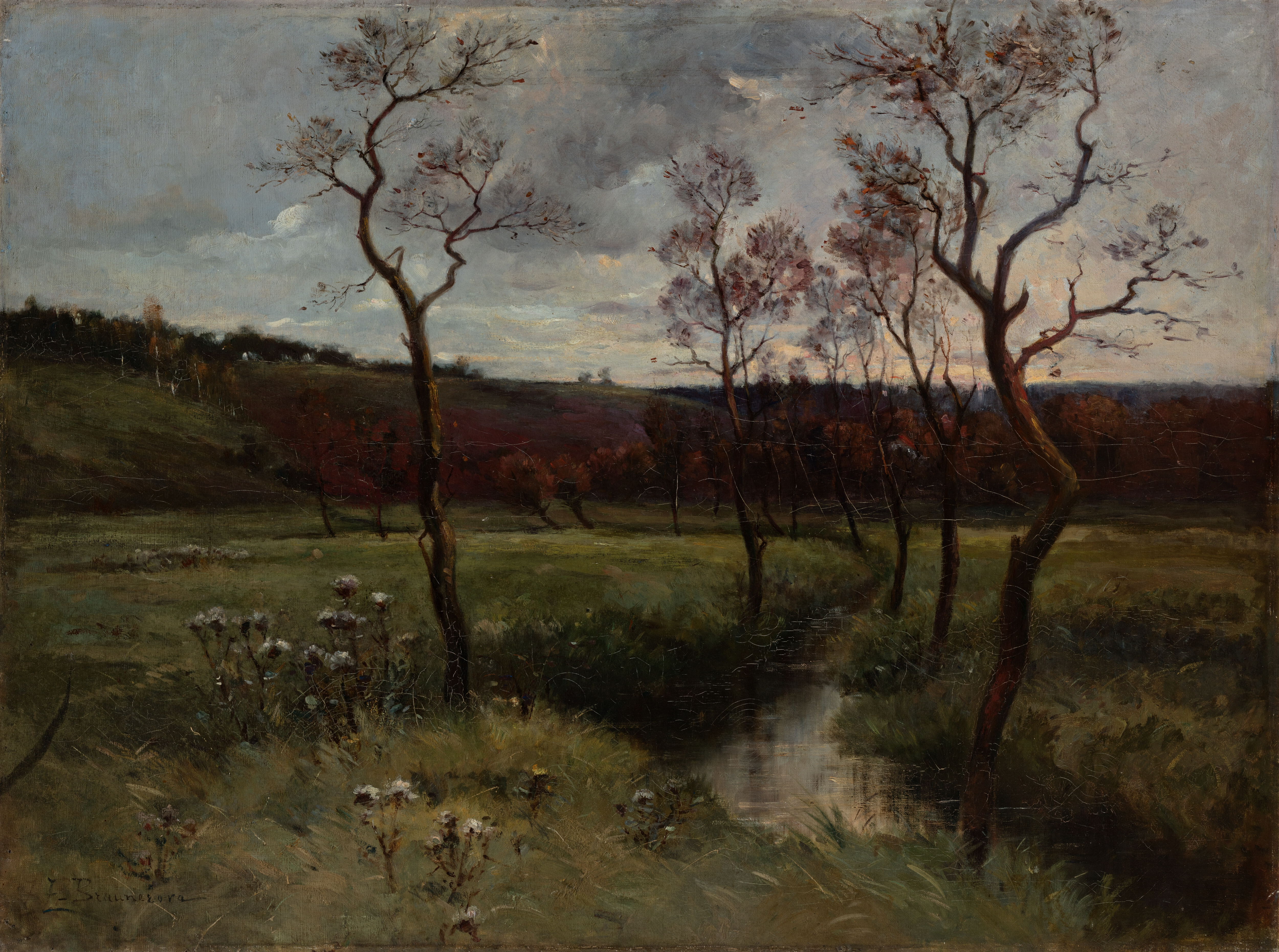
Zdenka Braunerová, 1886
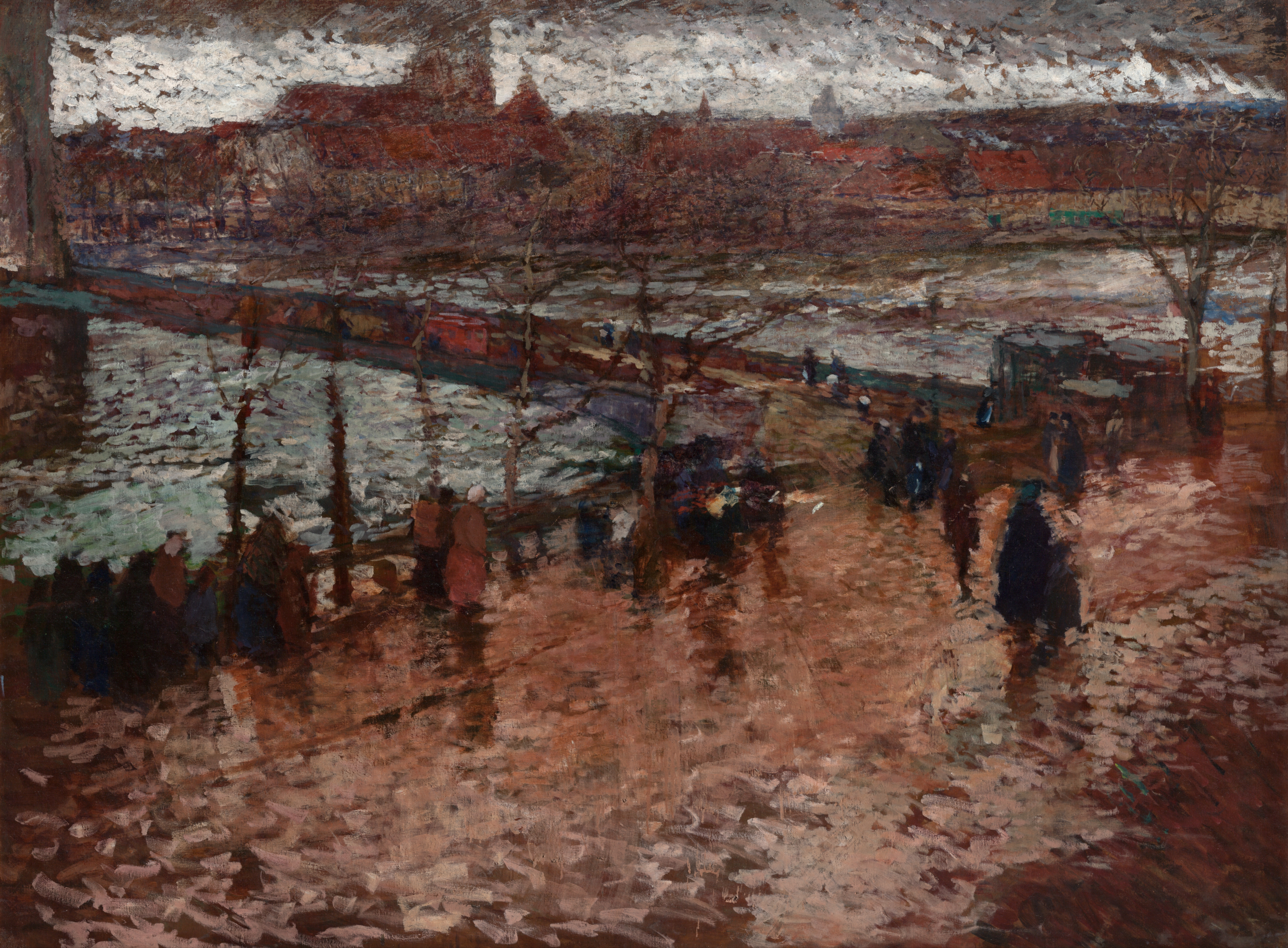
Antonín Slavíček, le pont Elisabeth, 1906

### Art français desXIXeetXXesiècles
Les collections d'art français, qui comportent aussi des artistes d'autres nationalités actifs en France, sont particulièrement riches, avec des œuvres d'Antoine Bourdelle, Picasso, Aristide Maillol, Jean-Baptiste Carpeaux, Gustave Courbet, Jean-Baptiste Camille Corot, Eugène Delacroix, Charles Despiau, Daumier, Pissarro, Auguste Renoir, Henri de Toulouse-Lautrec, van Gogh, Georges Seurat, Paul Signac, Cézanne, Degas, Derain, Gauguin, Matisse, Pierre Bonnard, Utrillo, Fernand Léger, Vlaminck, Dufy, Valadon et Georges Braque.  Elles proviennent notamment des acquisisions de Vincenc  Kramar.

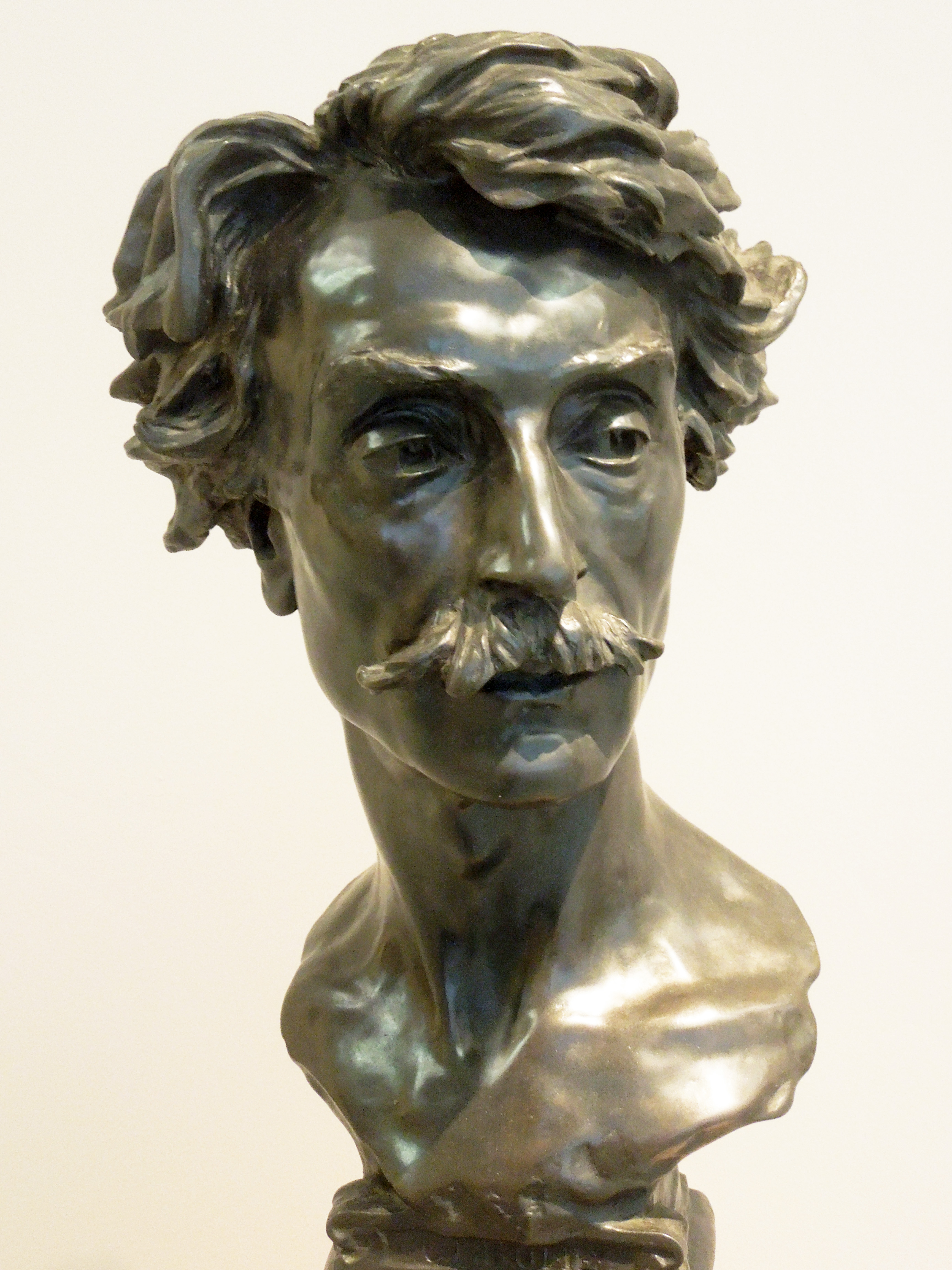
Jean-Baptiste Carpeaux, Buste de Jean-Léon Gérôme, années 1870
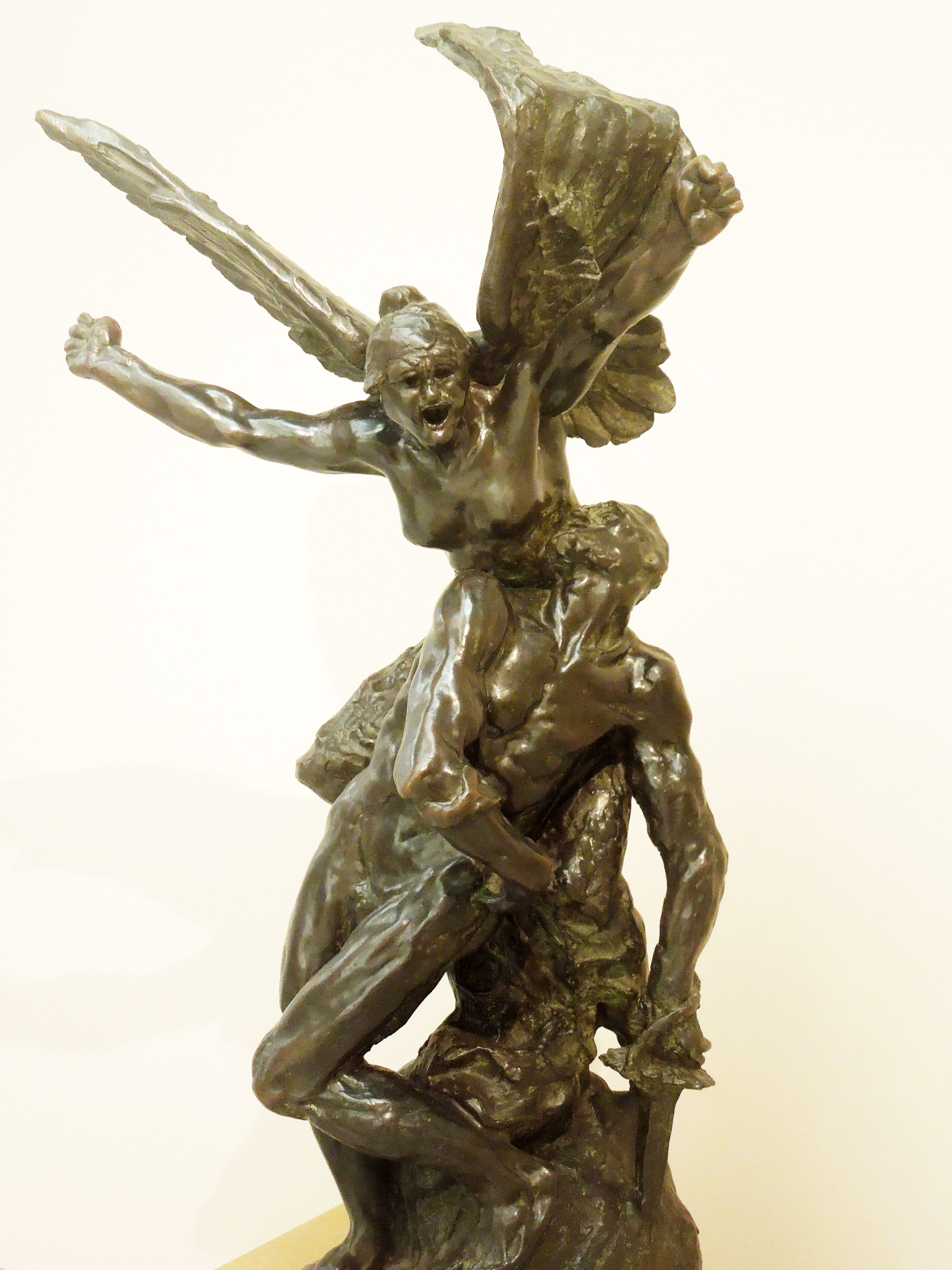
Auguste Rodin, La Défense, 1878
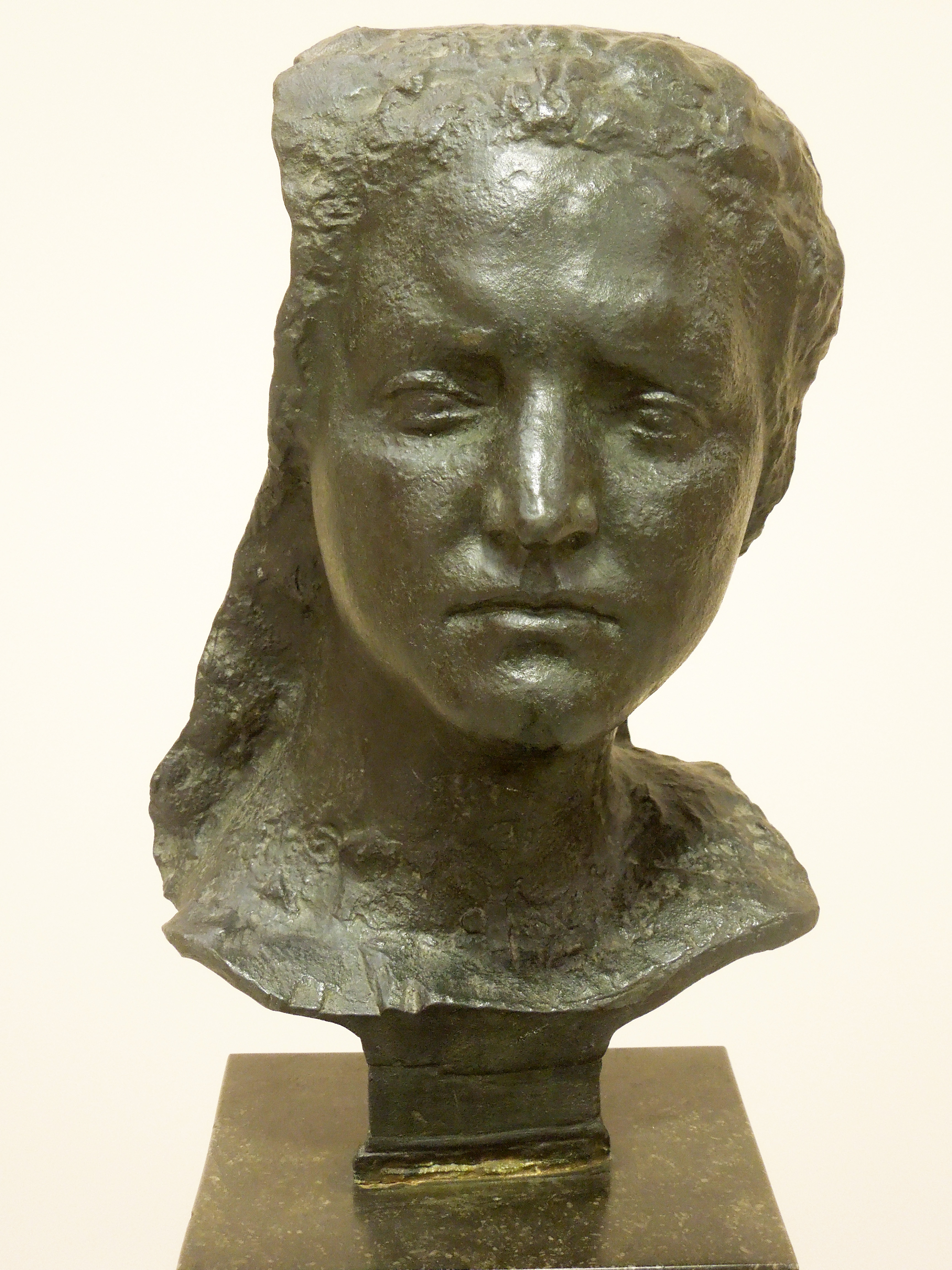
Antoine Bourdelle, masque de Pallas Athena, 1905
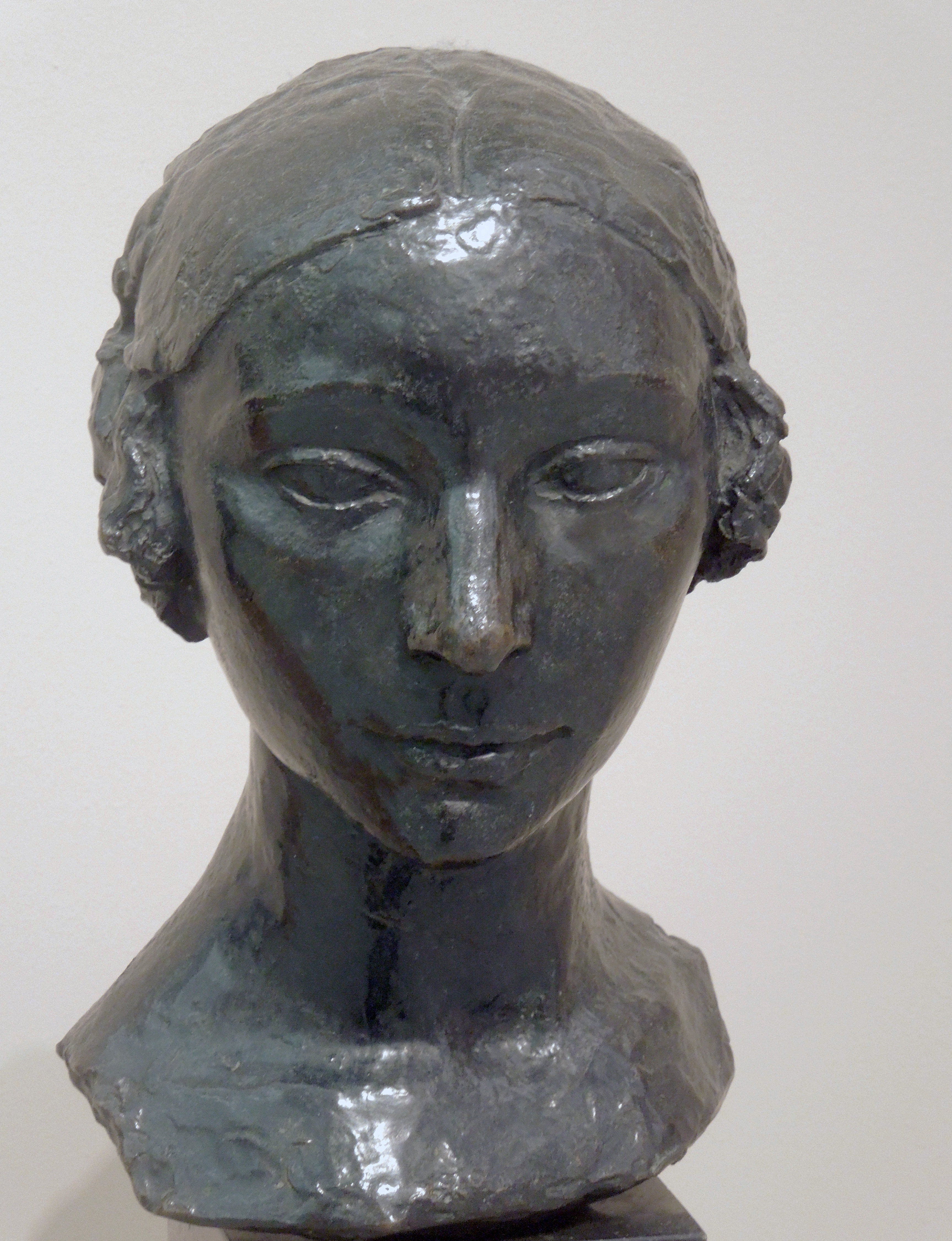
Charles Despiau, Jeanne Kamienska, 1921

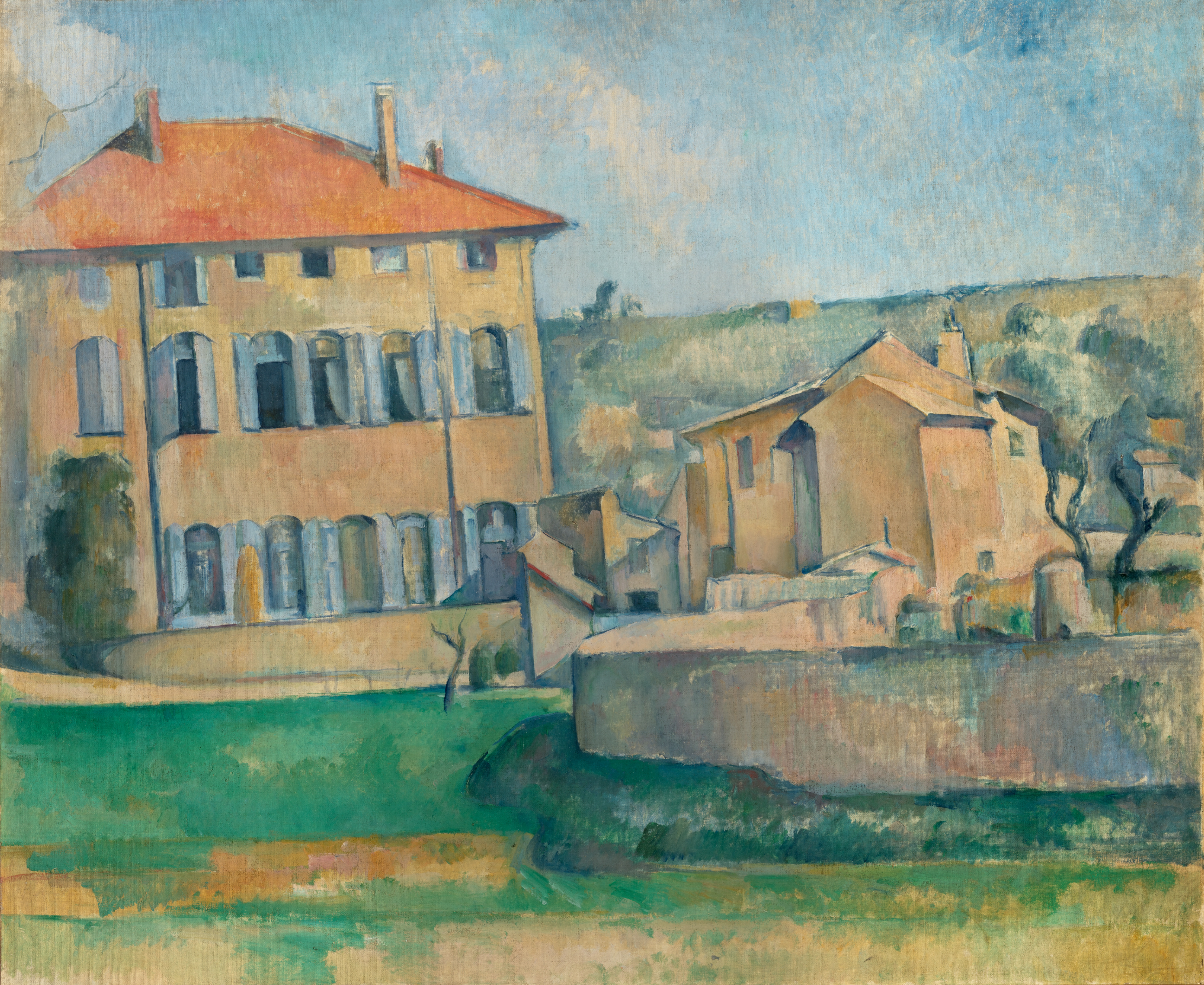
Paul Cézanne, Maison à Aix, 1886
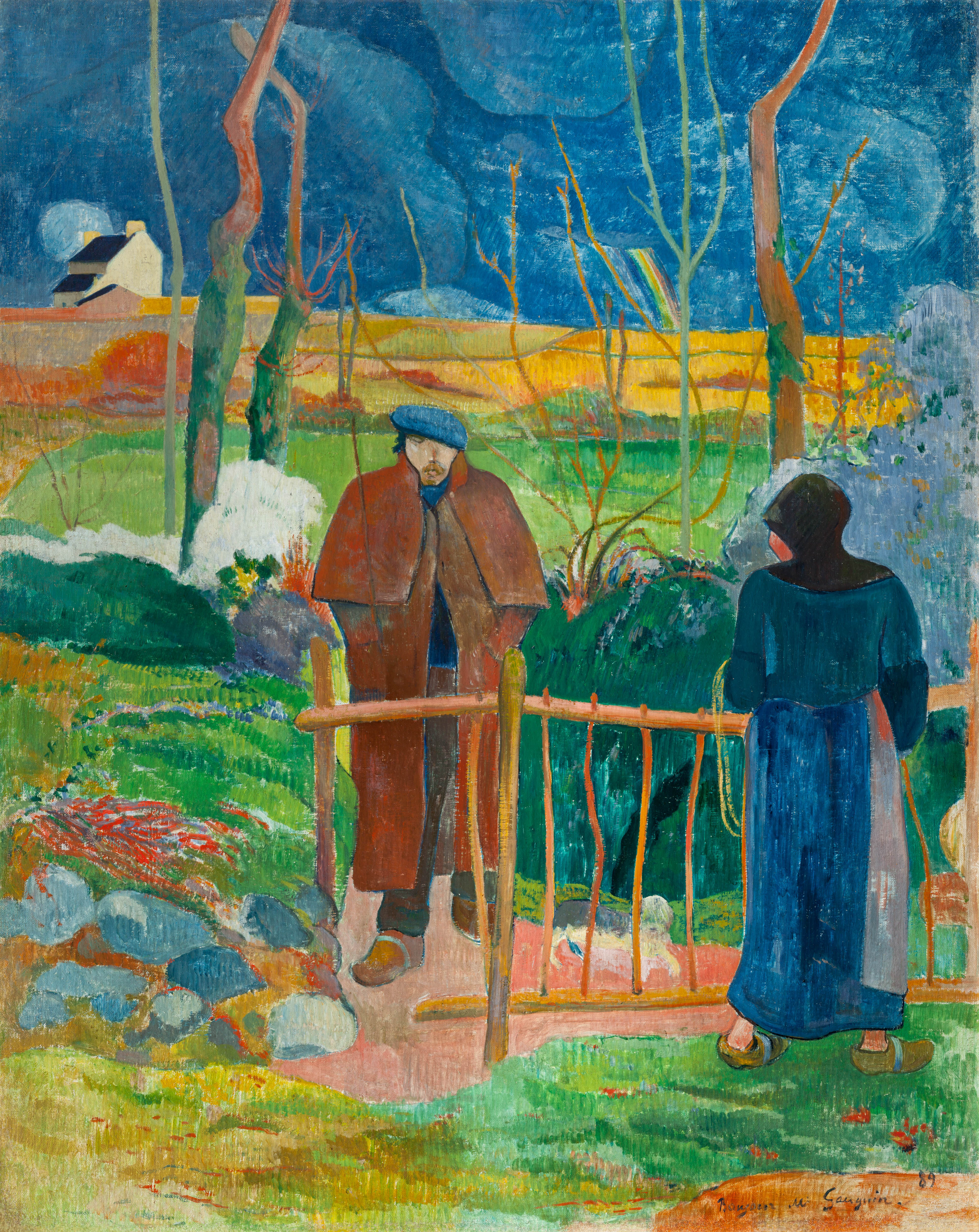
Paul Gauguin, Bonjour Monsieur Gauguin, 1889
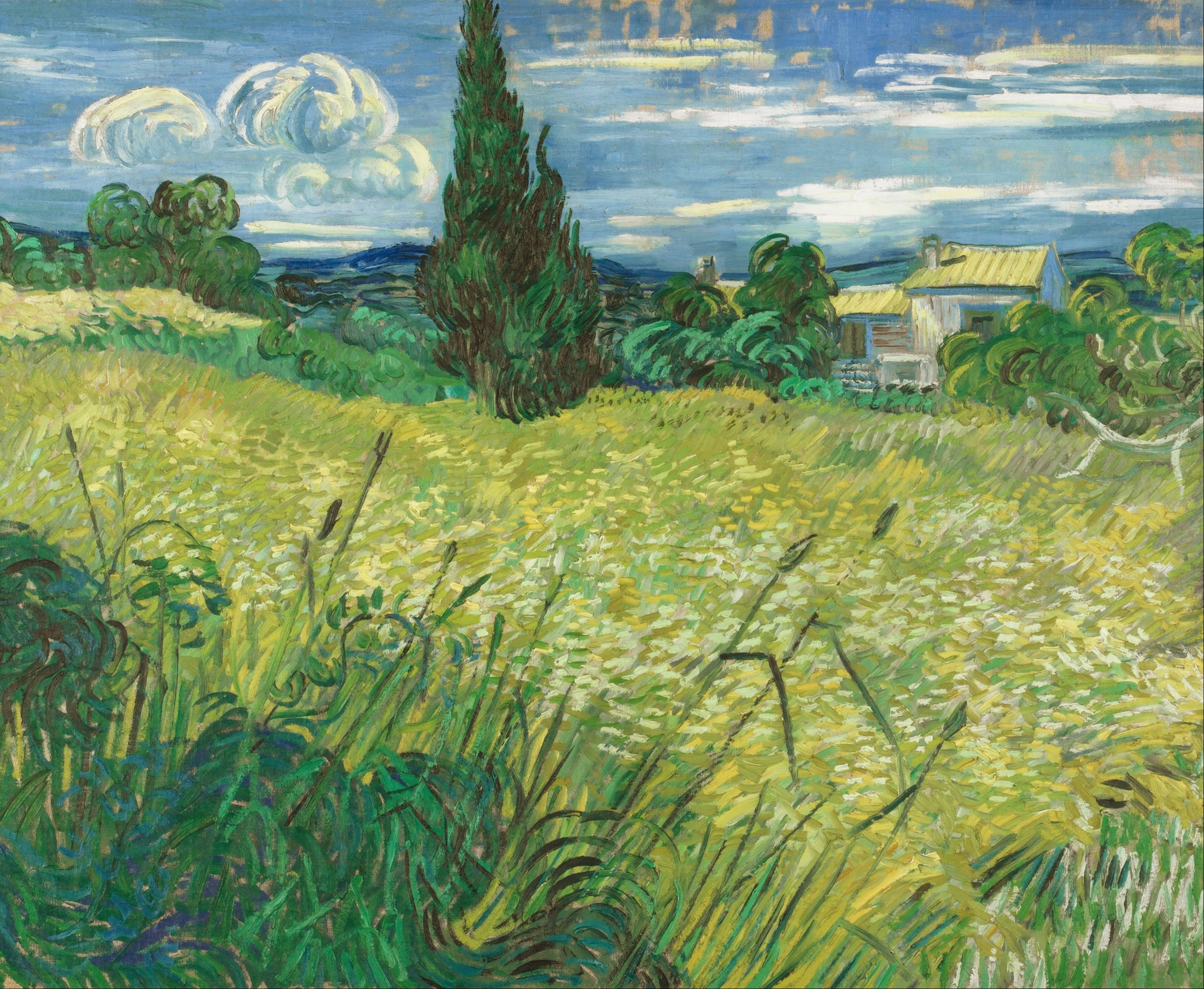
Vincent van Gogh, Champ de blé vert avec cyprès, 1889

### Art étranger desXXeetXXIesiècles
Cette collection se comporte d'œuvres d'artistes d'Europe centrale, tels que Franz Metzner, Gustav Klimt et Egon Schiele, de vues de Prague d'Oskar Kokoschka réalisées dans les années 1930, et de réalisations d'Antoni Tàpies, Léopold Survage, Ben Vautier et Philippe Starck.

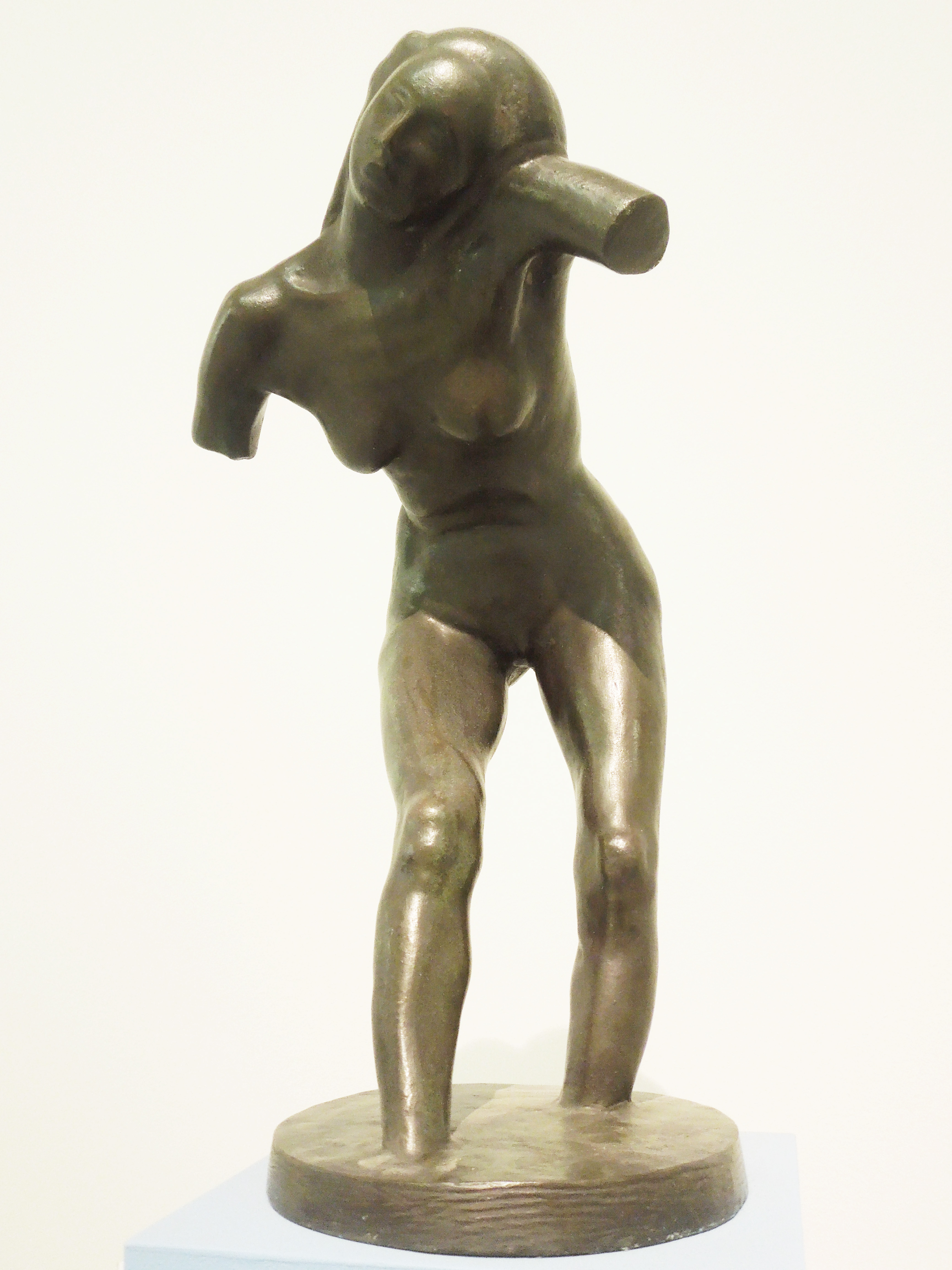
Franz Metzner, La danceuse, 1916

### Art tchèque de 1900 à 1930
Outre les sculptures de Josef Mařatka Bohumil Kafka, Ladislav Šaloun, Stanislav Sucharda et Jan Štursa, ainsi que des peintures d'Alfons Mucha, deux courants sont représentés, l'expressionnisme avec František Kupka et Karel Myslbek, et surtout le cubisme avec Emil Filla, Václav Špála, Othon Coubine, Bohumil Kubišta, Otto Gutfreund, Emil Filla et Jan Zrzavy.

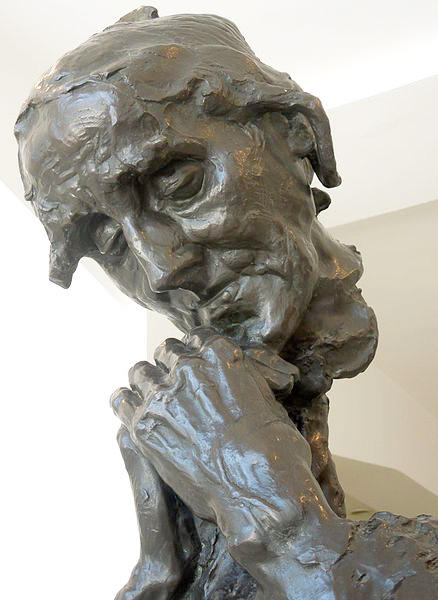
Bohumil Kafka, La ruine de la vie, 1902
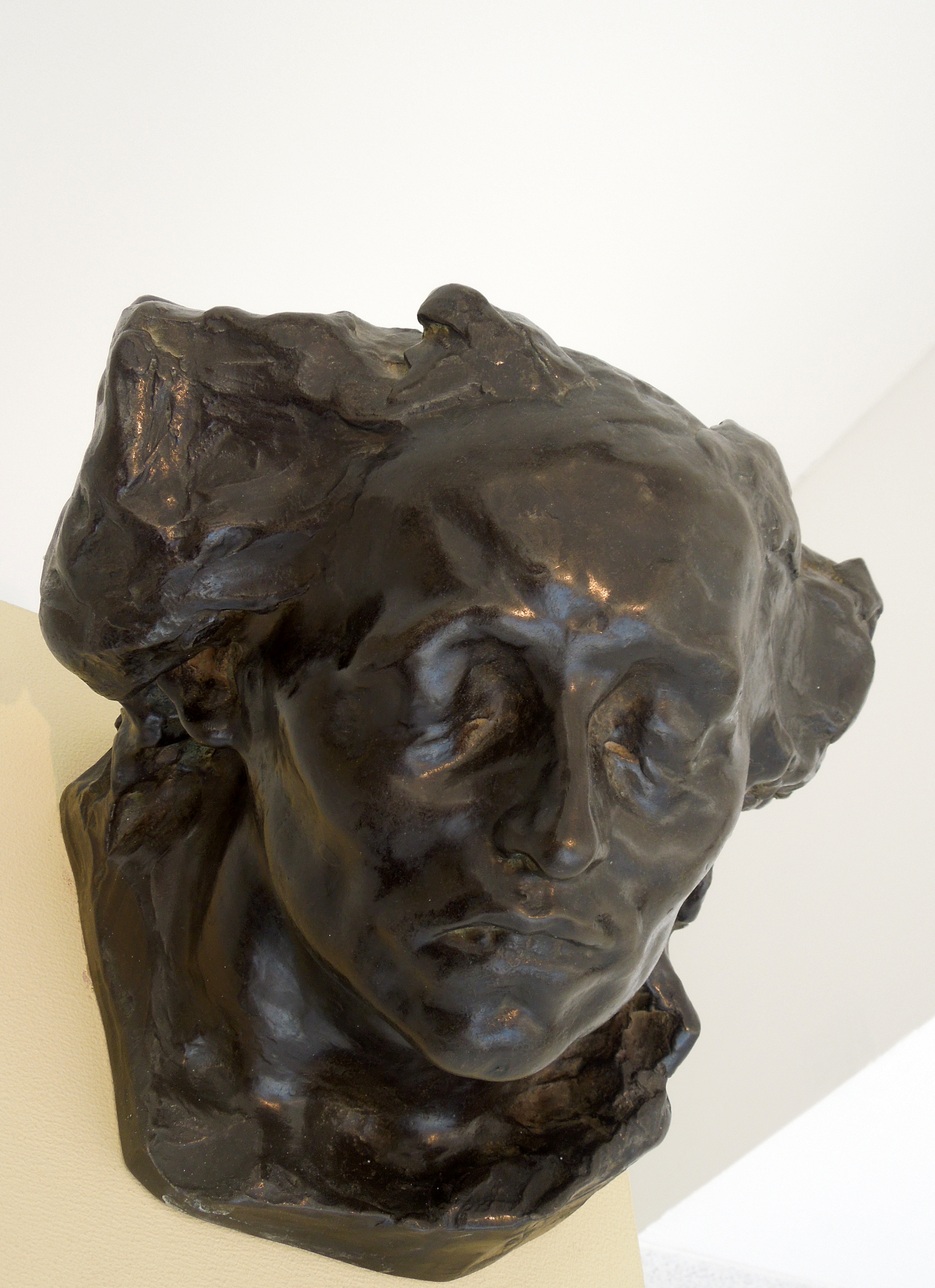
Ladislav Šaloun, échappée de la vie, 1905
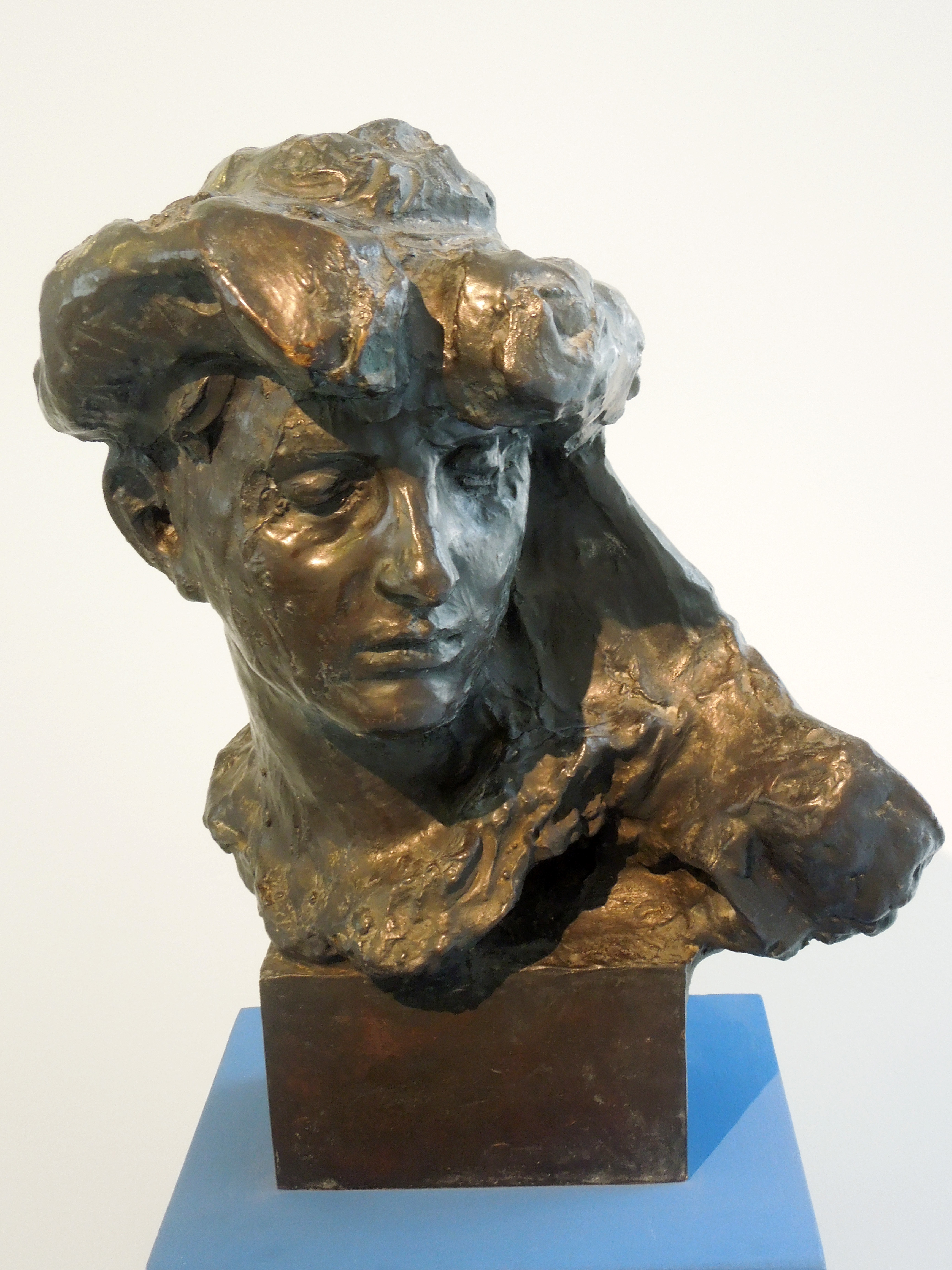
Josef Mařatka, Etude d'une tête de jeune fille, 1907
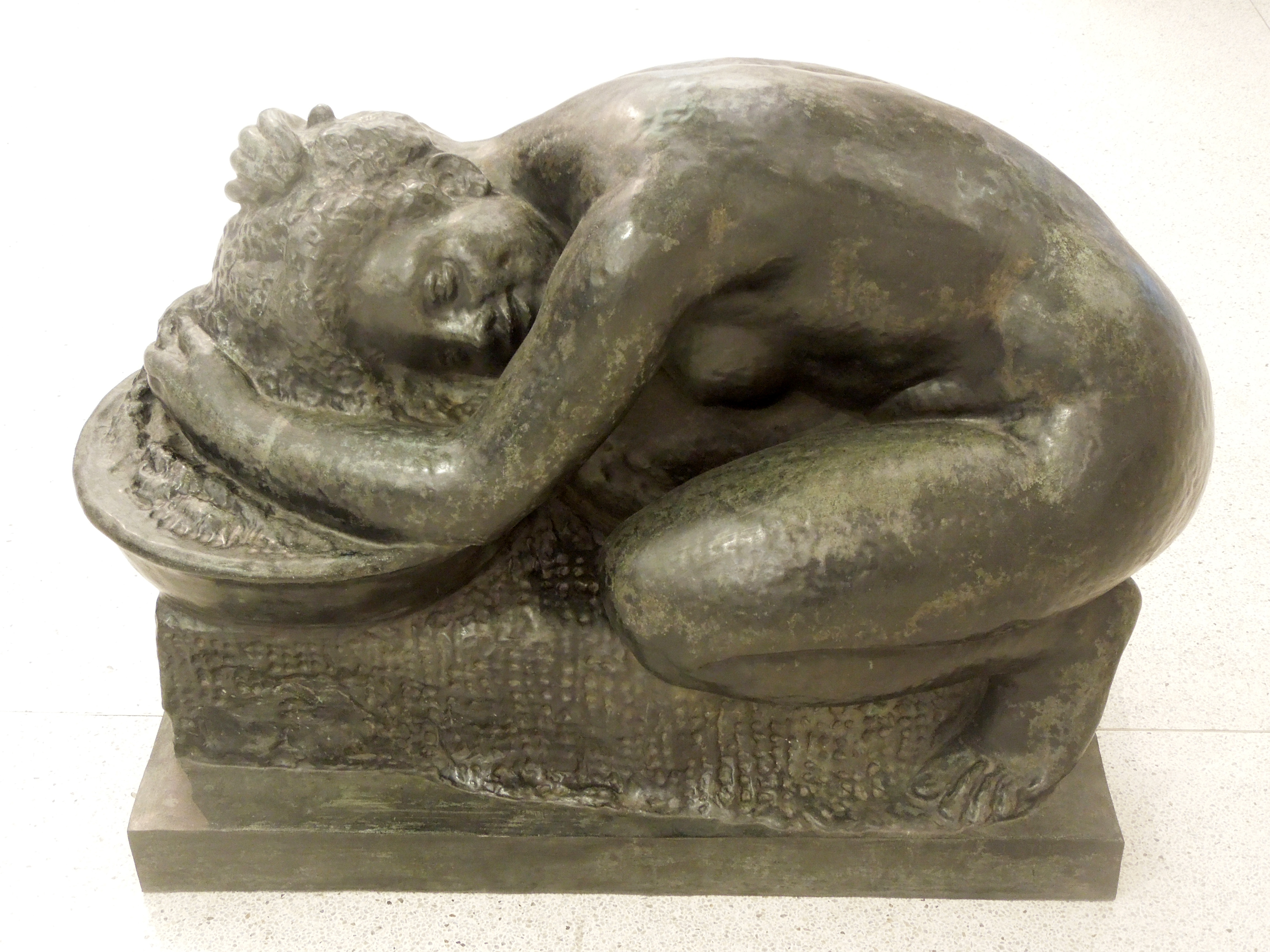
Jan Štursa, Se laver les cheveux, 1908
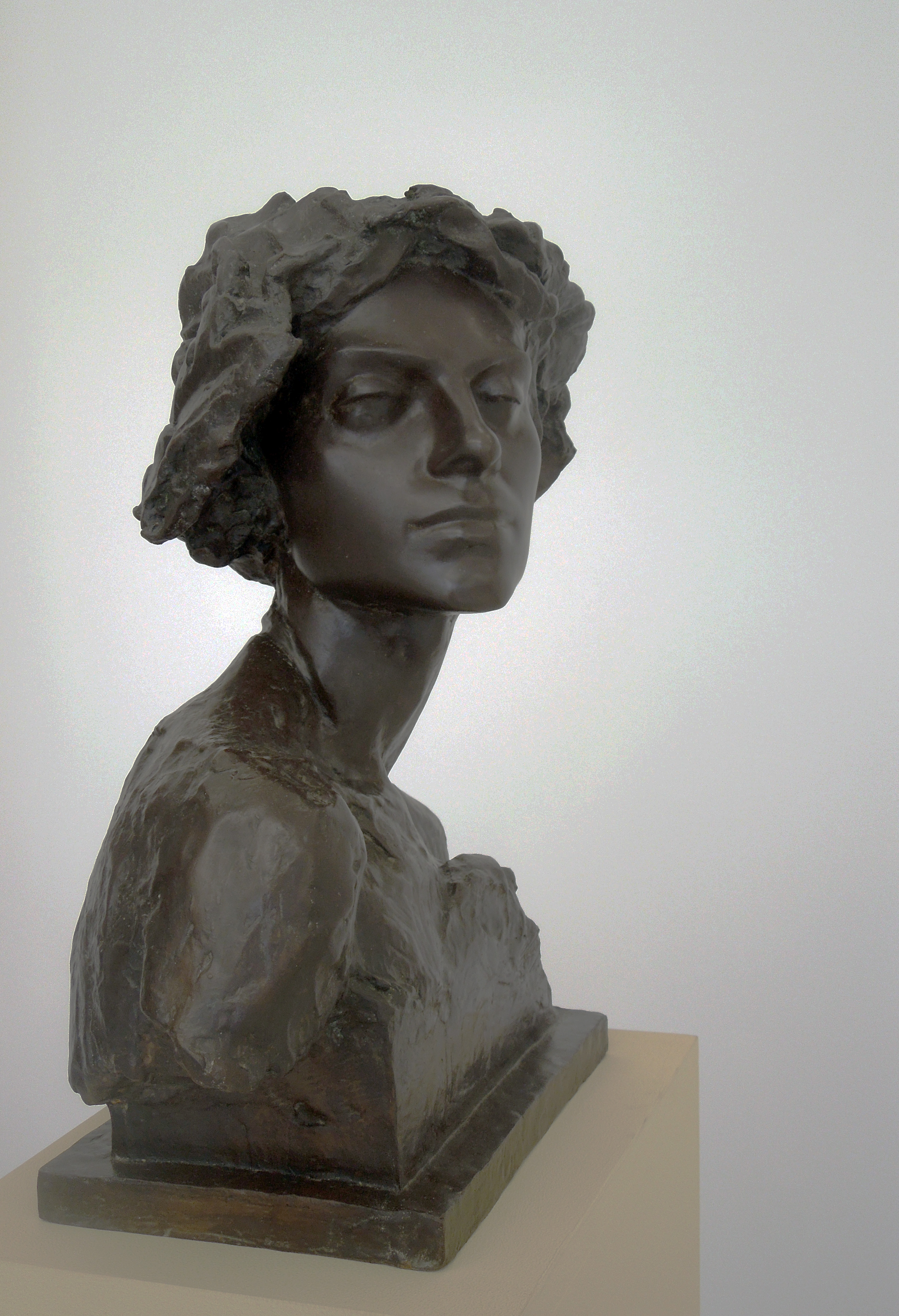
Stanislav Sucharda, Portrait de Vlasta Zindlová, 1911
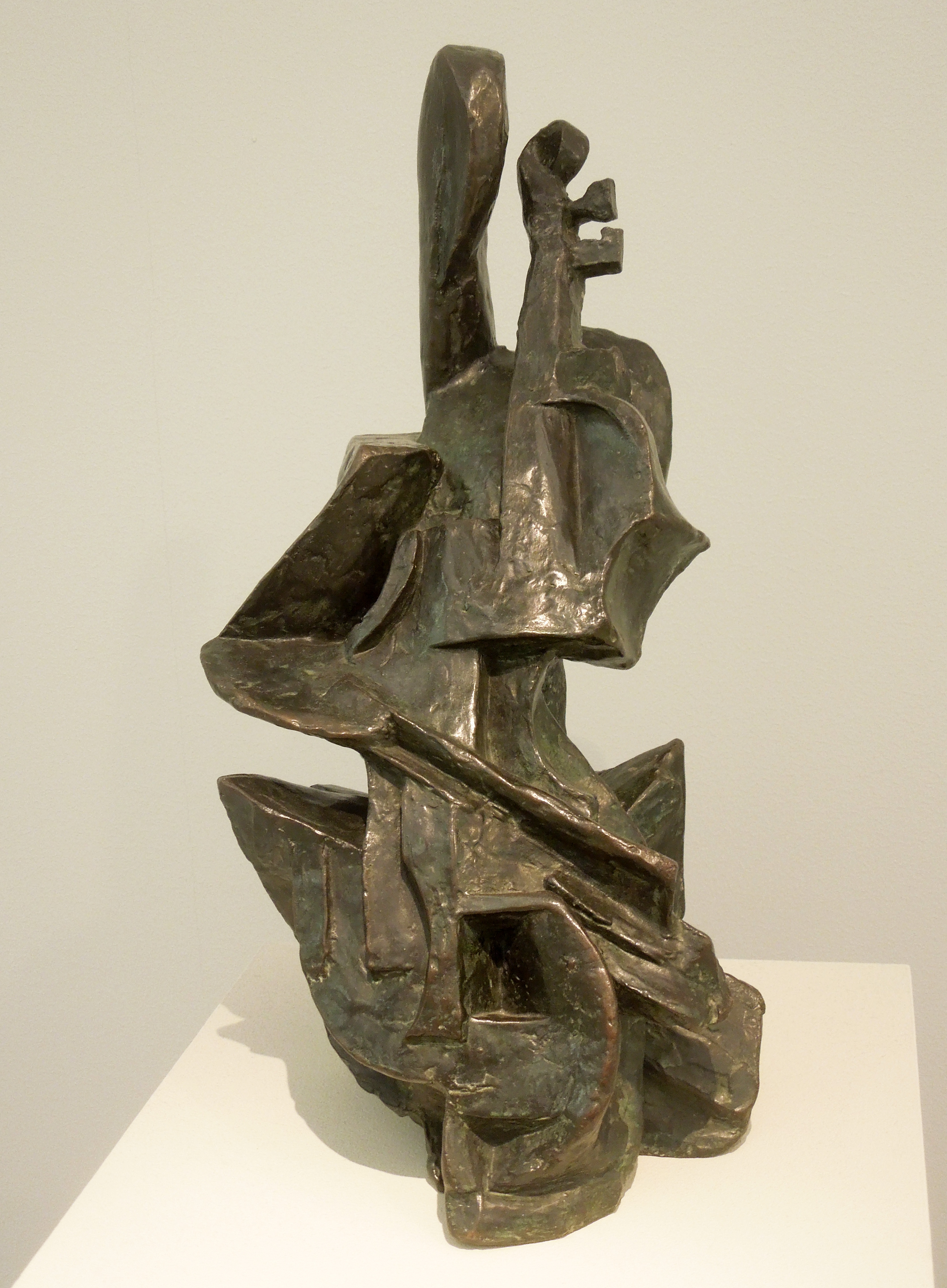
Otto Gutfreund, Joueur de violon, 1912
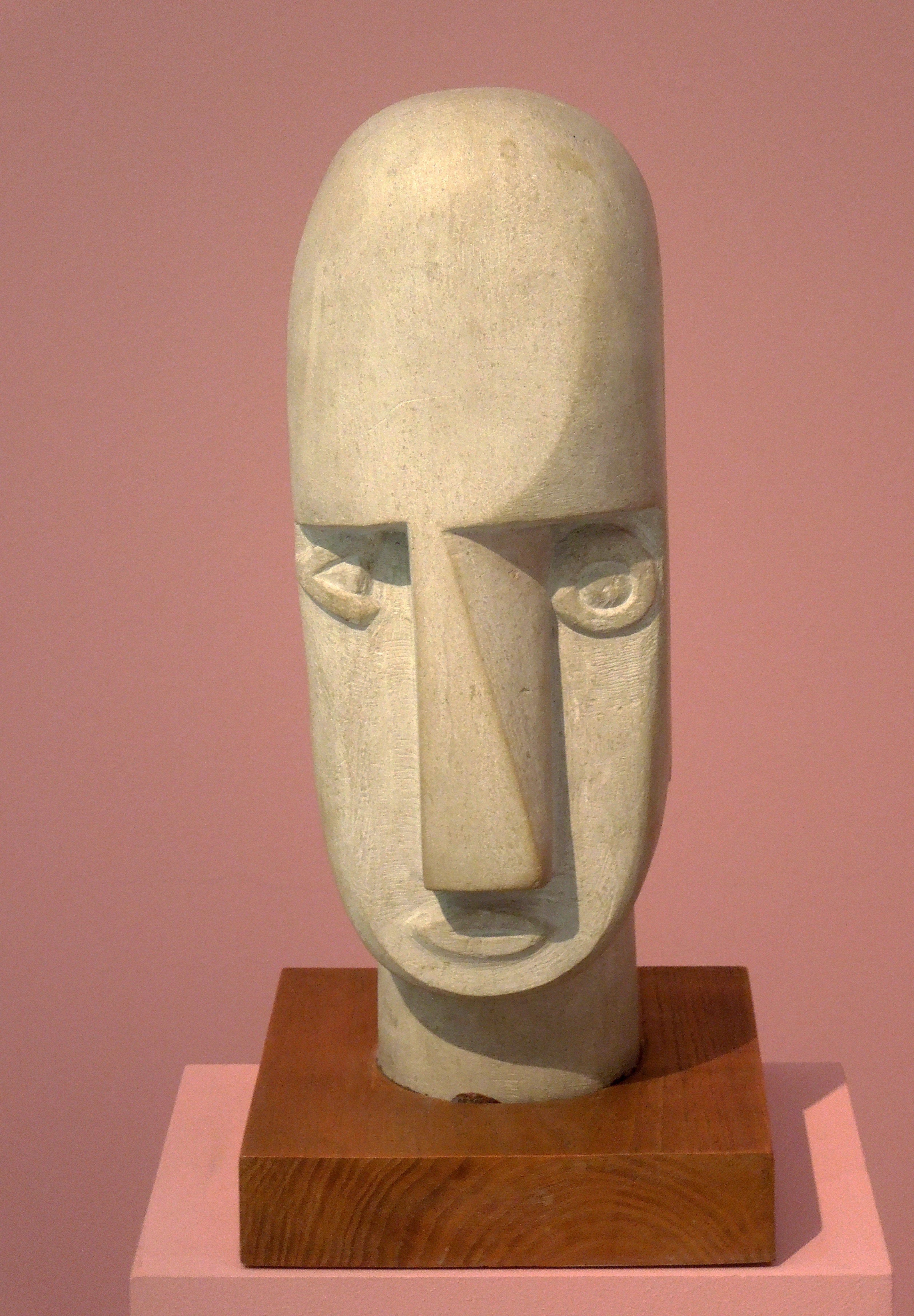
Bohumil Kubišta, Tête, 1915

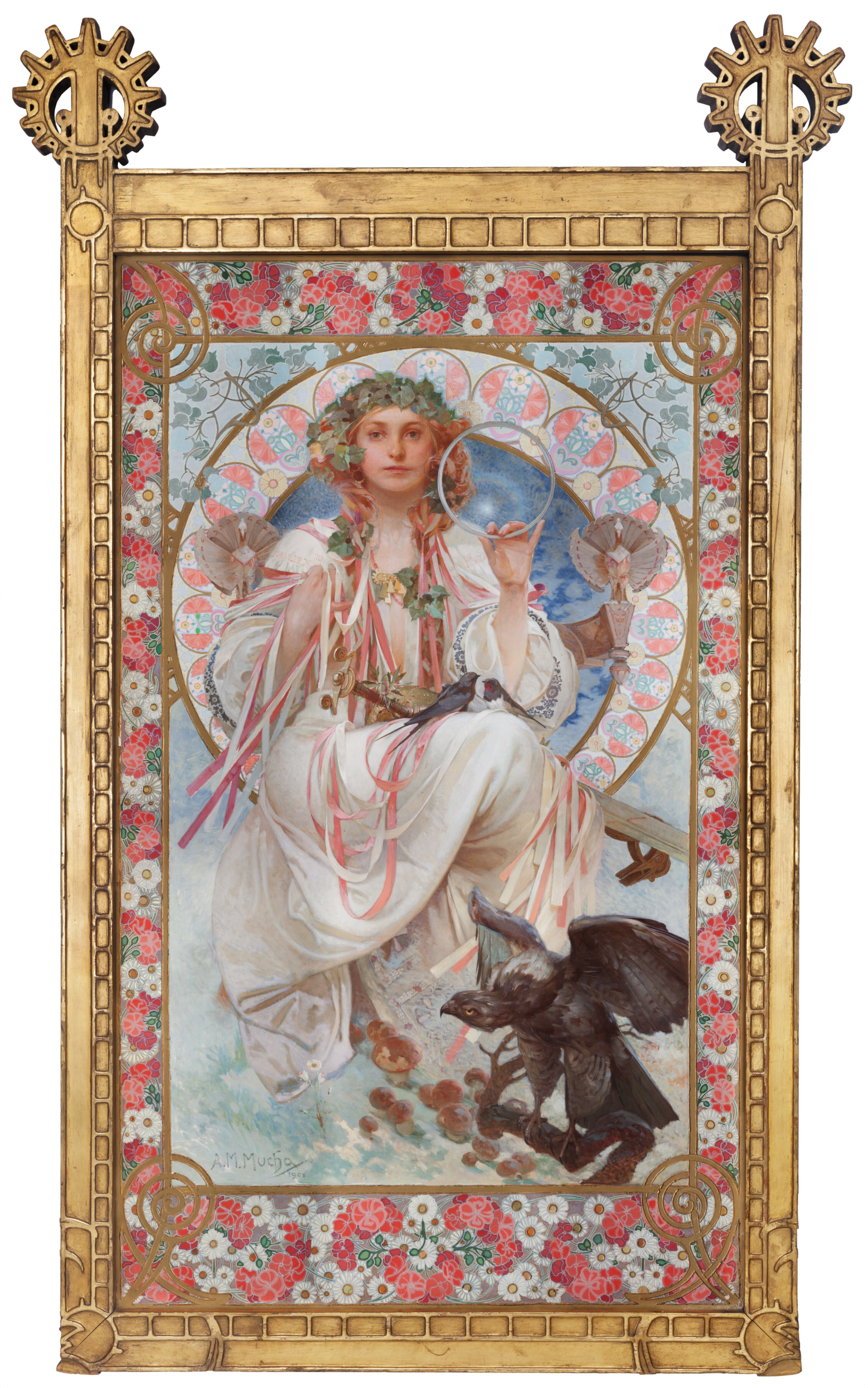
Alfons Mucha, portrait de Josephine Crane Bradley en slave, 1908
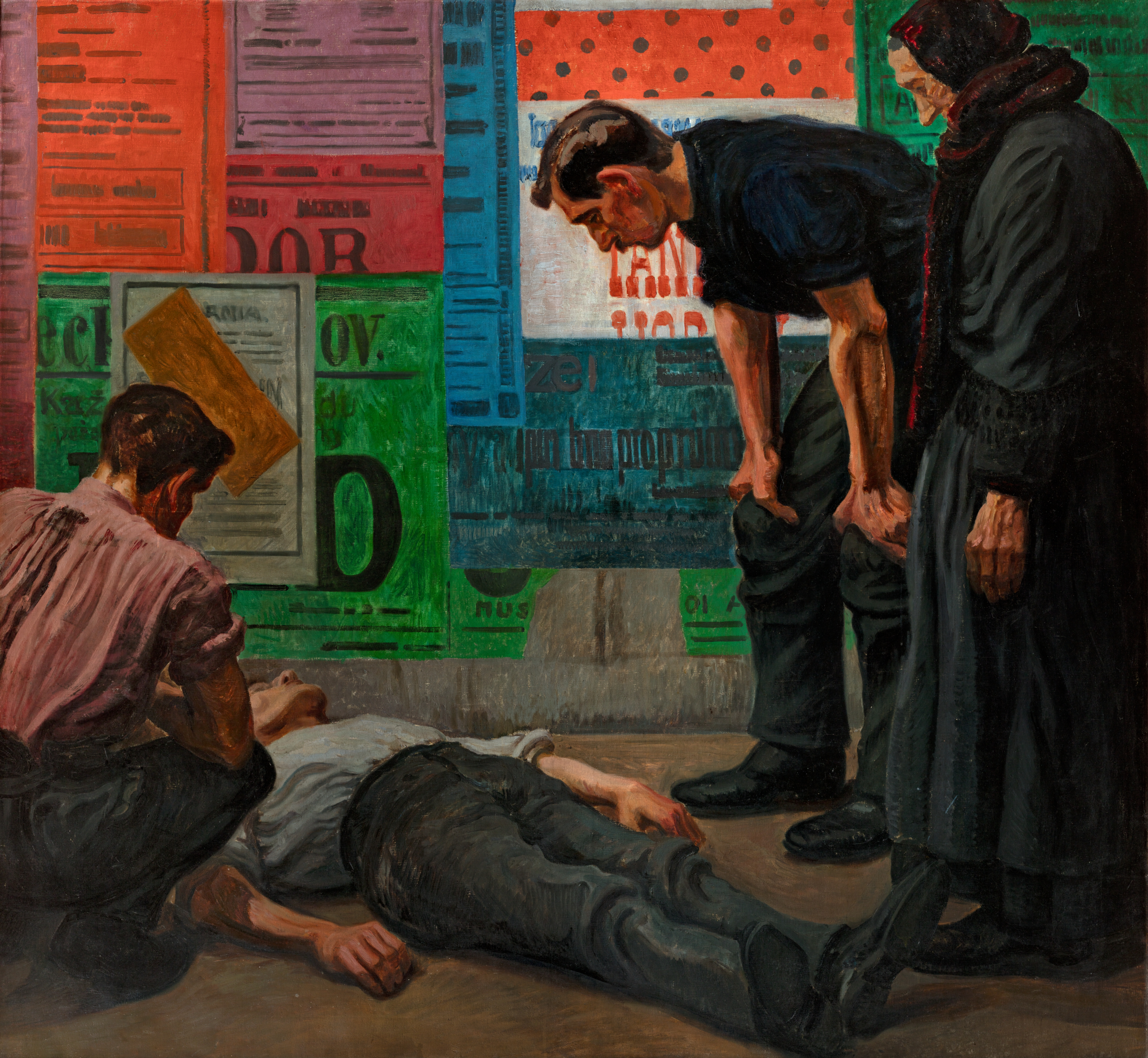
Karel Myslbek, Accident sur le site de construction, 1909

### Art tchèque à partir de 1930
Cette partie du musée contient des œuvres de Zdenek Pesanek, Josef Sudek, Bedřich Dlouhý ainsi que des objets exposés lors de l'exposition universelle de 1958.